# 耒耜經
《耒耜經》是唐朝陸龜蒙撰寫的一本有關農具的農學著作。《耒耜經》全書僅有633字，介紹了曲轅犁等4種農具。《耒耜經》有多種版本流傳於世。 